# Piper taquetii
Piper taquetii är en pepparväxtart som beskrevs av C. Dc.. Piper taquetii ingår i släktet Piper och familjen pepparväxter. Inga underarter finns listade i Catalogue of Life.